# Campionati canadesi di sci alpino 2019
I Campionati canadesi di sci alpino 2019 si sono svolti a Mont-Édouard dal 23 al 27 marzo. Sono stati assegnati i titoli di supergigante maschile, slalom gigante maschile e femminile e slalom speciale maschile e femminile; la gara di supergigante femminile e quelle di combinata (maschile e femminile) sono state annullate.
Trattandosi di competizioni valide anche ai fini del punteggio FIS, vi hanno partecipato anche sciatori di altre federazioni, senza che questo consentisse loro di concorrere al titolo nazionale canadese. 

## Risultati

### Uomini

#### Supergigante
| Pos. | Atleta              | Nazione | Tempo   |
| ---- | ------------------- | ------- | ------- |
| 1    | James Crawford      | Canada  | 58,60   |
| 2    | Jeffrey Read        | Canada  | 58,61   |
| 3    | Erik Read           | Canada  | 58,84   |
| 4    | Brodie Seger        | Canada  | 58,98   |
| 5    | Sam Mulligan        | Canada  | 59,21   |
| 6    | Riley Seger         | Canada  | 59,25   |
| 7    | Declan McCormack    | Canada  | 59,94   |
| 8    | Jamie Casselman     | Canada  | 1:00,00 |
| 9    | Devin Mittertreiner | Canada  | 1:00,01 |
| 10   | Asher Jordan        | Canada  | 1:00,10 |

Data: mercoledì 27 marzo 2019

Località: Mont-Édouard

Ore: 

Pista: 

Partenza: 570 m s.l.m.

Arrivo: 190 m s.l.m.

Dislivello: 380 m

Tracciatore: Chris Powers

#### Slalom gigante
| Pos. | Atleta           | Nazione | Tempo   |
| ---- | ---------------- | ------- | ------- |
| 1    | Erik Read        | Canada  | 2:29,93 |
| 2    | Jeffrey Read     | Canada  | 2:30,71 |
| 3    | Riley Seger      | Canada  | 2:30,85 |
| 4    | Sam Mulligan     | Canada  | 2:31,09 |
| 5    | Brodie Seger     | Canada  | 2:31,31 |
| 6    | Declan McCormack | Canada  | 2:31,90 |
| 7    | Jamie Casselman  | Canada  | 2:33,16 |
| 8    | Asher Jordan     | Canada  | 2:33,31 |
| 9    | Raphaël Lessard  | Canada  | 2:34,30 |
| 10   | Hunter Watson    | Canada  | 2:34,51 |

Data: mercoledì 27 marzo 2019

Località: Mont-Édouard

1ª manche:

Ore: 

Pista: 

Partenza: 570 m s.l.m.

Arrivo: 190 m s.l.m.

Dislivello: 380 m

Tracciatore: Peter Rybarik

2ª manche:

Ore: 

Pista: 

Partenza: 570 m s.l.m.

Arrivo: 190 m s.l.m.

Dislivello: 380 m

Tracciatore: Darin McBeath

#### Slalom speciale
| Pos. | Atleta           | Nazione | Tempo   |
| ---- | ---------------- | ------- | ------- |
| 1    | Jeffrey Read     | Canada  | 1:35,15 |
| 2    | Simon Fournier   | Canada  | 1:35,52 |
| 3    | Declan McCormack | Canada  | 1:36,22 |
| 4    | James Crawford   | Canada  | 1:36,53 |
| 5    | Sam Duff         | Canada  | 1:36,58 |
| 6    | Asher Jordan     | Canada  | 1:36,62 |
| 7    | Keegan Sharp     | Canada  | 1:36,66 |
| 8    | Sam Mulligan     | Canada  | 1:36,79 |
| 9    | Riley Seger      | Canada  | 1:36,95 |
| 10   | Brodie Seger     | Canada  | 1:37,04 |

Data: martedì 26 marzo 2019

Località: Mont-Édouard

1ª manche:

Ore: 

Pista: 

Partenza: 366 m s.l.m.

Arrivo: 200 m s.l.m.

Dislivello: 166 m

Tracciatore: Ryan Mulberg

2ª manche:

Ore: 

Pista: 

Partenza: 366 m s.l.m.

Arrivo: 200 m s.l.m.

Dislivello: 166 m

Tracciatore: Nick Cooper

#### Combinata
La gara, originariamente in programma il 25 marzo, è stata annullata.

### Donne

#### Supergigante
La gara, originariamente in programma il 23 marzo, è stata annullata.

#### Slalom gigante
| Pos. | Atleta               | Nazione | Tempo   |
| ---- | -------------------- | ------- | ------- |
| 1    | Marie-Michèle Gagnon | Canada  | 2:34,71 |
| 2    | Marina Vilanova      | Canada  | 2:36,52 |
| 3    | Laurence St-Germain  | Canada  | 2:39,10 |
| 4    | Ella Renzoni         | Canada  | 2:40,03 |
| 5    | Sarah Bennett        | Canada  | 2:40,39 |
| 6    | Sarah Brown          | Canada  | 2:40,91 |
| 7    | Alexandra Cossette   | Canada  | 2:41,76 |
| 8    | Dorothée Faucher     | Canada  | 2:41,86 |
| 8    | Katrina Van Soest    | Canada  | 2:34,71 |
| 10   | Cassidy Gray         | Canada  | 2:42,11 |

Data: mercoledì 25 marzo 2019

Località: Mont-Édouard

1ª manche:

Ore: 

Pista: 

Partenza: 570 m s.l.m.

Arrivo: 190 m s.l.m.

Dislivello: 380 m

Tracciatore: Leslie Firstbrook

2ª manche:

Ore: 

Pista: 

Partenza: 570 m s.l.m.

Arrivo: 190 m s.l.m.

Dislivello: 380 m

Tracciatore: Francis Royal

#### Slalom speciale
| Pos. | Atleta              | Nazione | Tempo   |
| ---- | ------------------- | ------- | ------- |
| 1    | Laurence St-Germain | Canada  | 1:40,74 |
| 2    | Kiara Alexander     | Canada  | 1:43,56 |
| 3    | Dorothée Faucher    | Canada  | 1:43,68 |
| 4    | Sarah Brown         | Canada  | 1:44,10 |
| 5    | Éloïse Carle        | Canada  | 1:44,41 |
| 6    | Tora Hoshizaki      | Canada  | 1:44,55 |
| 7    | Beatrix Lever       | Canada  | 1:45,08 |
| 8    | Mika Anne Reha      | Canada  | 1:45,20 |
| 9    | Claire Timmermann   | Canada  | 1:45,32 |
| 10   | Charlie Comeau      | Canada  | 1:45,84 |

Data: mercoledì 27 marzo 2019

Località: Mont-Édouard

1ª manche:

Ore: 

Pista: 

Partenza: 366 m s.l.m.

Arrivo: 200 m s.l.m.

Dislivello: 166 m

Tracciatore: Ryan Jazic

2ª manche:

Ore: 

Pista: 

Partenza: 366 m s.l.m.

Arrivo: 200 m s.l.m.

Dislivello: 166 m

Tracciatore: Robert Rhéaume

#### Combinata
La gara, originariamente in programma il 24 marzo, è stata annullata.